# OFC Women's Champions League
L'OFC Women's Champions League è la massima competizione calcistica femminile per squadre di club dell'Oceania ed è organizzata dalla OFC.

## Storia

### Prima edizione
L'edizione inaugurale dell'OFC Women's Champions League era inizialmente prevista per marzo 2023, ma è stata poi rinviata al periodo compreso tra l'1 e il 10 giugno.
Il torneo si è svolto in Papua Nuova Guinea e avrebbe dovuto vedere la partecipazione di sei squadre del continente oceanico, ma il club neozelandese Eastern Suburbs si è successivamente ritirata dopo il sorteggio, a causa di problemi finanziari, logistici e di sicurezza.
Le cinque squadre rimanenti si sono poi affrontate in un girone all'italiana, che ha visto la vittoria dell'AS Academy.

### Edizioni seguenti
L'edizione del 2024 si è svolta nelle Isole Salomone e ha visto la partecipazione di otto squadre divise in due gironi, seguita da una fase a eliminazione diretta.
Tahiti ha ospitato l'edizione del 2025 dal 4 al 17 maggio, con i campioni in carica dell'Auckland United che hanno difeso il loro titolo.

## Albo d'oro
| Edizione | Anno | Campione        | Risultato | Seconda classificata/Finalista | Sede finale                     | Numero squadre |
| -------- | ---- | --------------- | --------- | ------------------------------ | ------------------------------- | -------------- |
| 1        | 2023 | AS Academy      | —         | Hekari United                  | [ 8 ]                           | 5              |
| 2        | 2024 | Auckland United | 1-0       | Hekari United                  | Stadio Nazionale, Honiara       | 8              |
| 3        | 2025 | Auckland United | 1-0       | Hekari United                  | Stadio Pater Te Hono Nui, Pirae | 8              |

## Statistiche

### Vittorie per squadra
| Squadra         | Titoli | Seconda posizione | Edizioni vinte | Edizioni/Finali disputate |
| --------------- | ------ | ----------------- | -------------- | ------------------------- |
| Auckland United | 2      | 0                 | 2024, 2025     |                           |
| AS Academy      | 1      | 0                 | 2023           |                           |
| Hekari United   | 0      | 3                 |                | 2023, 2024, 2025          |

### Vittorie per nazione
| Nazione            | Titoli | Seconda posizione |
| ------------------ | ------ | ----------------- |
| Nuova Zelanda      | 2      | 0                 |
| Nuova Caledonia    | 1      | 0                 |
| Papua Nuova Guinea | 0      | 3                 |